# Basquetebol do Vitória Sport Clube
O Vitória Sport Clube é um clube desportivo da cidade de Guimarães, Portugal, onde se praticam diversas modalidades. O presente artigo é sobre a sua secção profissional de Basquetebol, cujas equipas de seniores masculina e feminina competem, respetivamente, na Liga Portuguesa de Basquetebol, o principal escalão da modalidade em Portugal, e na II Divisão de Basquetebol, a terceira competição em Portugal.
As equipas desde a formação até aos seniores treinam e mandam os seus jogos no Pavilhão Desportivo Unidade Vimaranense, que se encontra na academia.

## História
A modalidade de basquetebol masculino do Vitória SC, fundada em 2004, surge como continuação dos direitos desportivos do projeto de um outro clube, de nome "Basquetebol Clube de Guimarães" fundado em 1993, com os seus dirigentes a transitarem para o Vitória de Guimarães, nomeadamente Pedro Guerreiro e António Lourenço, tendo levado o clube à consolidação na LPB, o principal escalão, a partir de 2008/09 e consequentemente à conquista de vários títulos nacionais nas temporadas que se seguiram.
Já o basquetebol feminino foi fundado um ano depois para a temporada de 2005/06, tendo alcançado, após 11 anos, o seu primeiro título do Campeonato Nacional da 1.ª Divisão. Nas épocas seguintes, já na elite do basquetebol feminino, o Vitória consegue nas épocas seguintes lutar constantemente por lugares cimeiros e disputar algumas finais de taças, feitos protagonizados por equipas formadas pelas atletas da formação do Vitória.
Contudo, em 2022 o Vitória SC anuncia que não irá inscrever a equipa feminina de basquetebol na LFB (elite do basquetebol) como primeiro passo para a reformulação dos escalões da modalidade com base no desenvolvimento de jovens atletas da academia, levando a que a equipa feminina tenha de recomeçar no terceiro escalão.

## Palmarés
Este é o palmarés oficial da modalidade.

### Seniores Masculinos
| Competições Nacionais | Competições Nacionais | Competições Nacionais | Competições Nacionais | Competições Nacionais |
| Competição            | Competição            | Títulos               | Temporadas            | Vice Campeão          |
| --------------------- | --------------------- | --------------------- | --------------------- | --------------------- |
| LPB                   | LPB                   | 0                     | -                     | 2013/14, 2014/15      |
| Proliga               | Proliga               | 1                     | 2006/07               | 2007/08               |
| Taça de Portugal      | Taça de Portugal      | 2                     | 2007/08, 2012/13      | -                     |
| Supertaça             | Supertaça             | 0                     | -                     | 2008, 2013            |
| Taça Hugo dos Santos  | Taça Hugo dos Santos  | 0                     | -                     | 2014/15               |
| Troféu António Pratas | Troféu António Pratas | 1                     | 2009/10               | -                     |
|                       | Total de Troféus      | 4                     | 4 Nacionais           | 6 Vices               |

### Seniores Femininos
| Competições Nacionais | Competições Nacionais | Competições Nacionais | Competições Nacionais | Competições Nacionais |
| Competição            | Competição            | Títulos               | Temporadas            | Vice Campeão          |
| --------------------- | --------------------- | --------------------- | --------------------- | --------------------- |
| 1ª Divisão            | 1ª Divisão            | 1                     | 2016/17               | -                     |
| Taça de Portugal      | Taça de Portugal      | 0                     |                       | 2018/19, 2020/21      |
| Supertaça             | Supertaça             | 0                     | -                     | 2019/20, 2021/22      |
|                       | Total de Troféus      | 1                     | 1 Nacional            | 4 Vices               |

## Jogadores

### Jogadores notáveis
Nota: As bandeiras indicam a elegibilidade da equipa nacional em eventos sancionados pela FIBA. Os jogadores podem ter outras nacionalidades não pertencentes à FIBA que não estejam indicadas.
| Critério de Elegibilidade |
| --- |
| Para figurar nesta secção, um jogador deve ter: - Estabelecido um recorde do clube ou ganho um prémio individual enquanto esteve no clube; - Jogado pelo menos um jogo internacional oficial pela sua seleção nacional em qualquer altura; - Jogado pelo menos um jogo oficial da NBA em qualquer altura. |

- José Vilhena
- Miguel Cardoso
- Ivan Almeida
- Joel Almeida

### Outros jogadores notáveis
| - Sergio Correia - Nebojsa Pavlovic - Luis Lima - Antonio Neto - Ismael Torres - Maris Gulbis - Temi Adebayo - Carlos Areias - João Balseiro - André Bessa - Paulo Cunha - Paulo Diamantino - Carlos Fechas - Luis Ferreira - Cláudio Fonseca - João Guerreiro | - Filipe Lima - Fernando Neves - Francisco Oliveira - Nuno Pedroso - Rui Pereira - Pedro Pinto - Jaime Silva - José Silva - Augusto Sobrinho - Pedro Tavares - João Torrie - Julian Banks - Mario Boggan - Brandon Brown - Cory Coe - Nate Daniels | - Tommie Eddie - Michael Gomez - Louis Graham - Will Holland - Travis Leech - Zeke Marshall - Kevin Martin - Tony Meier - Karlton Mims - Donte Minter - Brian Morris - Roderick Nealy - Derek Paben - Quilninious Randall - Nolan Richardson - Cornelius Roberts | - James Saint-Robert - John Sullivan - Dain Swetalla - Charlie Swiggett - Willie Taylor - Harvey Thomas - John Waller - Doug Wiggins - John Winchester - Ije Nwankwo - Paulo Ferreira - Bruno Marques - Francisco Machado - Joaquim Soares |

## Prestações por temporada masculinos
| Época   | Liga | LPB | Proliga   | Taça de Portugal | Supertaça | Taça Hugo dos Santos | Troféu António Pratas |
| ------- | ---- | --- | --------- | ---------------- | --------- | -------------------- | --------------------- |
| 2004/05 | 2    |     |           | 4ª Elimin.       |           |                      |                       |
| 2005/06 | 2    |     |           | 1/8 Final        |           |                      |                       |
| 2006/07 | 2    |     | Vencedor  | 1/8 Final        |           |                      |                       |
| 2007/08 | 2    |     | Finalista | Vencedor         |           |                      |                       |
| 2008/09 | 1    | 6º  |           | 1/8 Final        | Finalista |                      |                       |
| 2009/10 | 1    | 4º  |           | 1/2 Final        |           | 1/4 Final            | Vencedor              |
| 2010/11 | 1    | 4º  |           | 1/2 Final        |           | 4ª Elimin.           |                       |
| 2011/12 | 1    | 8º  |           | 1/8 Final        |           |                      |                       |
| 2012/13 | 1    | 5º  |           | Vencedor         |           |                      |                       |
| 2013/14 | 1    | 2º  |           | 1/2 Final        | Finalista | 1/2 Final            |                       |
| 2014/15 | 1    | 2º  |           | 1/2 Final        |           | Finalista            |                       |
| 2015/16 | 1    | 8º  |           | 1/2 Final        |           |                      |                       |
| 2016/17 | 1    | 3º  |           | 1/2 Final        |           | 1/4 Final            |                       |
| 2017/18 | 1    | 5º  |           | 1/8 Final        |           | 1/2 Final            |                       |
| 2018/19 | 1    | 9º  |           | 1/8 Final        |           |                      |                       |
| 2019/20 | 1    | 5º  |           | 1/2 Final        |           |                      |                       |
| 2020/21 | 1    | 8º  |           | 1/4 Final        |           |                      |                       |
| 2021/22 | 1    | 10º |           | 1/2 Final        |           |                      |                       |
| 2022/23 | 1    | 9º  |           | 1/8 Final        |           |                      |                       |
| 2023/24 | 1    | 7º  |           | 1/4 Final        |           | Fase de Grupos       |                       |
| 2024/25 | 1    | 8º  |           | 1/4 Final        |           | Fase de Grupos       |                       |